# 2019年日本グランプリ (4輪)
2019年日本グランプリ（2019 Japanese Grand Prix）は、2019年のF1世界選手権第17戦として、2019年10月13日に鈴鹿サーキットで開催された。
正式名称は「Formula 1 Japanese Grand Prix 2019」。

## 背景
タイヤ
本レースでピレリが用意するドライタイヤのコンパウンドは、ハード（白）：C1、ミディアム（黄）：C2、ソフト（赤）：C3の硬い組み合わせ。
メルセデスのコンストラクターズタイトル獲得条件
ランキング首位のメルセデスは2位のフェラーリに162ポイント差を付けており、メルセデス勢が1-2フィニッシュを達成または、レース終了時点で双方のポイント差が177ポイントになった瞬間、2014年のV6ターボ・パワーユニット導入以来、メルセデスの6年連続6回目のコンストラクターズチャンピオンが決定する。6連覇は1999年-2004年のフェラーリに並ぶ記録となる。
ドライバーズタイトル争いの状況
本レースも含めて残り5戦で獲得できる最大のポイントは130ポイントであり、ランキング首位のルイス・ハミルトンから見て、ランキング5位のセバスチャン・ベッテルまでは理論上逆転可能である。だが、ランキング2位のバルテリ・ボッタスのみポイント差を問わず、本レース終了後もタイトル獲得の可能性は残るが、3位から5位のドライバーはレース終了時のハミルトンのポイント差が残り4戦で獲得できる最大のポイントである104ポイント圏内にいることが最低条件となる。なお、本レースでハミルトンが優勝し、次戦メキシコGPも勝てば、3年連続6回目のチャンピオンを自力で決められる。
令和元年東日本台風（台風19号）の接近による影響
本レースの開催期間中に東日本台風が日本列島へ最接近する予報が出され、FIAはこの事態に備え、サーキットやJAFと連携して台風対策の準備を行い、開催スケジュールが変更された。10月10日、サポートレースとして開催予定だった「FIA-F4選手権 鈴鹿ラウンド特別戦」の全セッション中止が発表され、翌11日に土曜日の全セッションがキャンセルされることを発表した。これに伴い、午前のFP3は中止され、午後の予選は日曜（レース当日）午前に延期される。日本GPで予選と決勝が同日開催となるのは2004年（後述）と2010年（集中豪雨による）に続き3回目である。安全面を考慮して、日曜の朝に行われる予定だったサポートレースのポルシェ・カレラカップ・ジャパンの最終戦（第11戦）も中止となった。もし東日本台風の影響で日曜の予選が開催不能となった場合は、FP2の順位でスターティンググリッドが決定され、午後の決勝が中止となった場合は、メルセデスのコンストラクターズチャンピオン獲得は次戦に持ち越されることになっていたが、大きな被害を受けなかったため日曜日の開催にこぎつけた。過去に日本GPが台風の接近による影響を受けたのは2例あり、2004年は台風22号が接近する影響により、本年同様土曜日のスケジュールが全てキャンセルされ、予選も本年同様日曜午前に開催された。V6ターボ・パワーユニットが導入された2014年は台風18号の接近により決勝が大雨となり、ジュール・ビアンキがコースアウトしてクレーン車に衝突した事故により翌年亡くなっている。このクラッシュでレースは赤旗終了となり、レースは44周目の時点で決着がついている。

## エントリー
レギュラーシートは前戦ロシアGPから変更なし。トロ・ロッソは10月7日、山本尚貴を金曜午前のFP1に出走させることを発表した。日本人ドライバーがF1の公式セッションで走るのは2014年の小林可夢偉（当時ケータハム）以来5年ぶりとなる。フェラーリは、第7戦カナダGP以降掲載を自粛していたメインスポンサーのフィリップモリスによるプロジェクト「Mission Winnow（ミッション・ウィノウ）」を11戦ぶりに復活させた。

## フリー走行

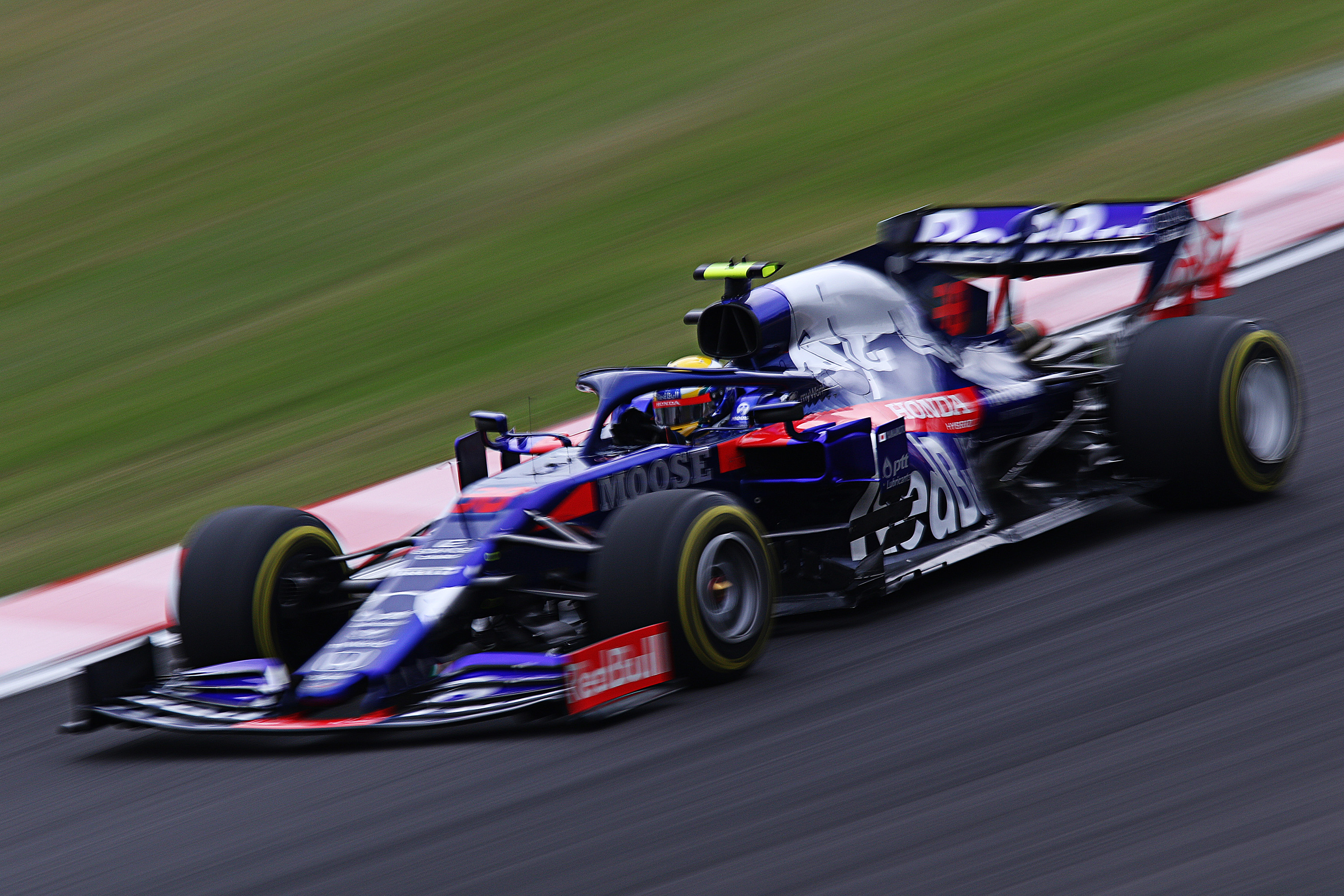
FP1でトロ・ロッソ STR14を駆る山本尚貴

FP1（金曜午前）
台風接近の影響が懸念されたが、気温24度、路面温度30度のドライコンディションで行われた。開始早々カルロス・サインツJr.がパワーを失い、1コーナー手前でマシンを止めたため、バーチャルセーフティカー(VSC)が導入された。サインツはその後セッションに復帰して7番手タイムをマークした。FP1初参加の山本尚貴はセッション最多となる30周を走り17番手。トップタイムはバルテリ・ボッタスの1分28秒731で、チームメイトのルイス・ハミルトンが1分28秒807で2番手と、メルセデスが1-2体制を築き、フェラーリ勢、レッドブル勢が続いた。
FP2（金曜午後）
気温27度、路面温度32度、引き続きドライコンディションで行われた。通常のFP2同様ロングランを行いつつも、決勝に向けた様々なシミュレーションを行った。ウィリアムズは来季を見据えた開発を優先し、最後まで空力チェックを行った。台風の接近により土曜日はサーキットが閉鎖され、その影響で日曜午前に延期される予選が中止となった場合はFP2の順位でスターティンググリッドが決まることもあり、セッション終盤は各車タイムアタックをするかに思われたが、シャルル・ルクレールやピエール・ガスリーなど数名がタイムを更新するにとどまった。FP1に続きボッタスが1分27秒785でトップタイムを記録し、ハミルトンが2番手で、FP1から好調のメルセデスが再び1-2体制を築いた。マックス・フェルスタッペンがメルセデス勢に続く3番手に入った。
FP3（土曜午前）
令和元年東日本台風（台風19号）の接近により中止

## 予選

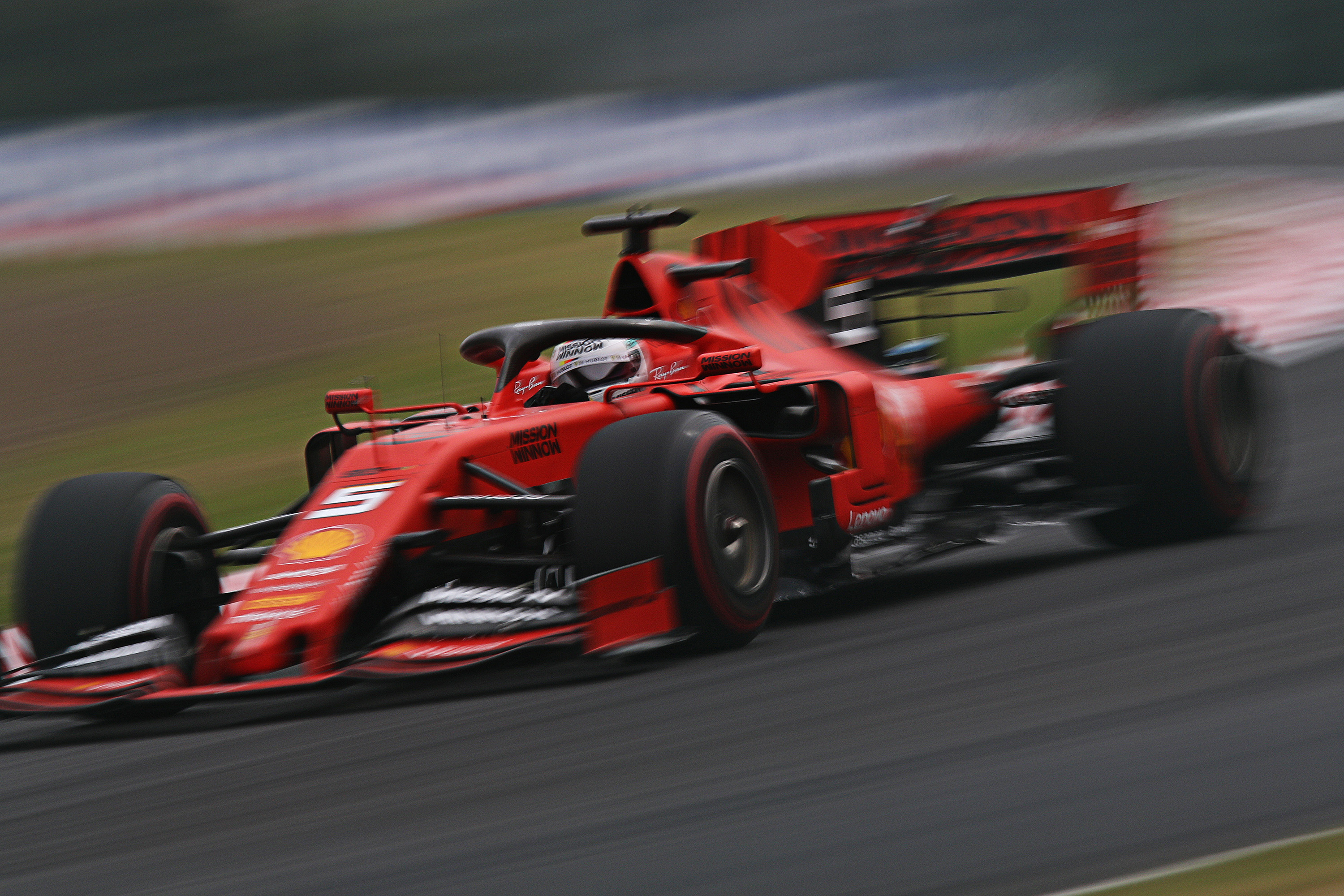
ポールポジションを獲得したセバスチャン・ベッテル

2019年10月13日 10:00 JST(UTC+9)
台風一過の晴天となり、気温22度、路面温度34度のドライコンディションで行われたが、強風が残りダスティな路面という状況の中行われた。
セバスチャン・ベッテルが2017年にルイス・ハミルトンが記録したコースレコード（1分27秒319）を更新する1分27秒064でポールポジションを獲得し、チームメイトのシャルル・ルクレールとともにフェラーリがフロントローを独占し、今シーズン後半戦開幕から5連続でフェラーリがポールポジションを獲得した。これによりベッテルはルクレールの5連続ポールポジションを阻止することとなった。メルセデス勢はバルテリ・ボッタスが3番手、ハミルトンが4番手で2列目が精一杯で、3列目を占めたレッドブル勢はマックス・フェルスタッペンとアレクサンダー・アルボンが同タイムだったが、先に記録したフェルスタッペンが5番手、アルボンが6番手となった。マクラーレン勢はカルロス・サインツJr.が7番手、ランド・ノリスが8番手で、3強チームに続く4列目を占めている。トロ・ロッソ勢はピエール・ガスリーがQ3進出を果たし9番手に入ったが、ダニール・クビアトはQ2で敗退して14番手に終わった。Q1の序盤でロバート・クビサとケビン・マグヌッセンがともに最終コーナーで相次いでクラッシュを喫し、2回の赤旗が出された。

### 予選結果
| 順位                | No. | ドライバー                   | コンストラクター                   | Q1       | Q2       | Q3       | Grid |
| ------------------- | --- | ---------------------------- | ---------------------------------- | -------- | -------- | -------- | ---- |
| 1                   | 5   | セバスチャン・ベッテル       | フェラーリ                         | 1:28.988 | 1:28.174 | 1:27.064 | 1    |
| 2                   | 16  | シャルル・ルクレール         | フェラーリ                         | 1:28.405 | 1:28.179 | 1:27.253 | 2    |
| 3                   | 77  | バルテリ・ボッタス           | メルセデス                         | 1:28.896 | 1:27.688 | 1:27.293 | 3    |
| 4                   | 44  | ルイス・ハミルトン           | メルセデス                         | 1:28.735 | 1:27.826 | 1:27.302 | 4    |
| 5                   | 33  | マックス・フェルスタッペン   | レッドブル-ホンダ                  | 1:28.754 | 1:28.499 | 1:27.851 | 5    |
| 6                   | 23  | アレクサンダー・アルボン     | レッドブル-ホンダ                  | 1:29.351 | 1:28.156 | 1:27.851 | 6    |
| 7                   | 55  | カルロス・サインツ           | マクラーレン-ルノー                | 1:29.018 | 1:28.577 | 1:28.304 | 7    |
| 8                   | 4   | ランド・ノリス               | マクラーレン-ルノー                | 1:28.873 | 1:28.571 | 1:28.464 | 8    |
| 9                   | 10  | ピエール・ガスリー           | トロ・ロッソ-ホンダ                | 1:29.411 | 1:28.779 | 1:28.836 | 9    |
| 10                  | 8   | ロマン・グロージャン         | ハース-フェラーリ                  | 1:29.572 | 1:29.144 | 1:29.341 | 10   |
| 11                  | 99  | アントニオ・ジョヴィナッツィ | アルファロメオ-フェラーリ          | 1:29.604 | 1:29.254 |          | 11   |
| 12                  | 18  | ランス・ストロール           | レーシング・ポイント-BWTメルセデス | 1:29.594 | 1:29.345 |          | 12   |
| 13                  | 7   | キミ・ライコネン             | アルファロメオ-フェラーリ          | 1:29.636 | 1:29.358 |          | 13   |
| 14                  | 26  | ダニール・クビアト           | トロ・ロッソ-ホンダ                | 1:29.723 | 1:29.563 |          | 14   |
| 15                  | 27  | ニコ・ヒュルケンベルグ       | ルノー                             | 1:29.619 | 1:30.112 |          | 15   |
| 16                  | 3   | ダニエル・リカルド           | ルノー                             | 1:29.822 |          |          | 16   |
| 17                  | 11  | セルジオ・ペレス             | レーシング・ポイント-BWTメルセデス | 1:30.344 |          |          | 17   |
| 18                  | 63  | ジョージ・ラッセル           | ウィリアムズ-メルセデス            | 1:30.364 |          |          | 18   |
| 107% time: 1:34.593 |     |                              |                                    |          |          |          |      |
| NC                  | 20  | ケビン・マグヌッセン         | ハース-フェラーリ                  | No Time  |          |          | 19 1 |
| NC                  | 88  | ロバート・クビサ             | ウィリアムズ-メルセデス            | No Time  |          |          | PL 1 |
| ソース:             |     |                              |                                    |          |          |          |      |

追記
- ^1 - マグヌッセンとクビサはタイムを記録できなかったが、両者ともスチュワードの判断により決勝への出走が許可された[23][24]。クビサはシャシーの交換が必要となったため、ピットレーンからスタートする[25]

## 決勝

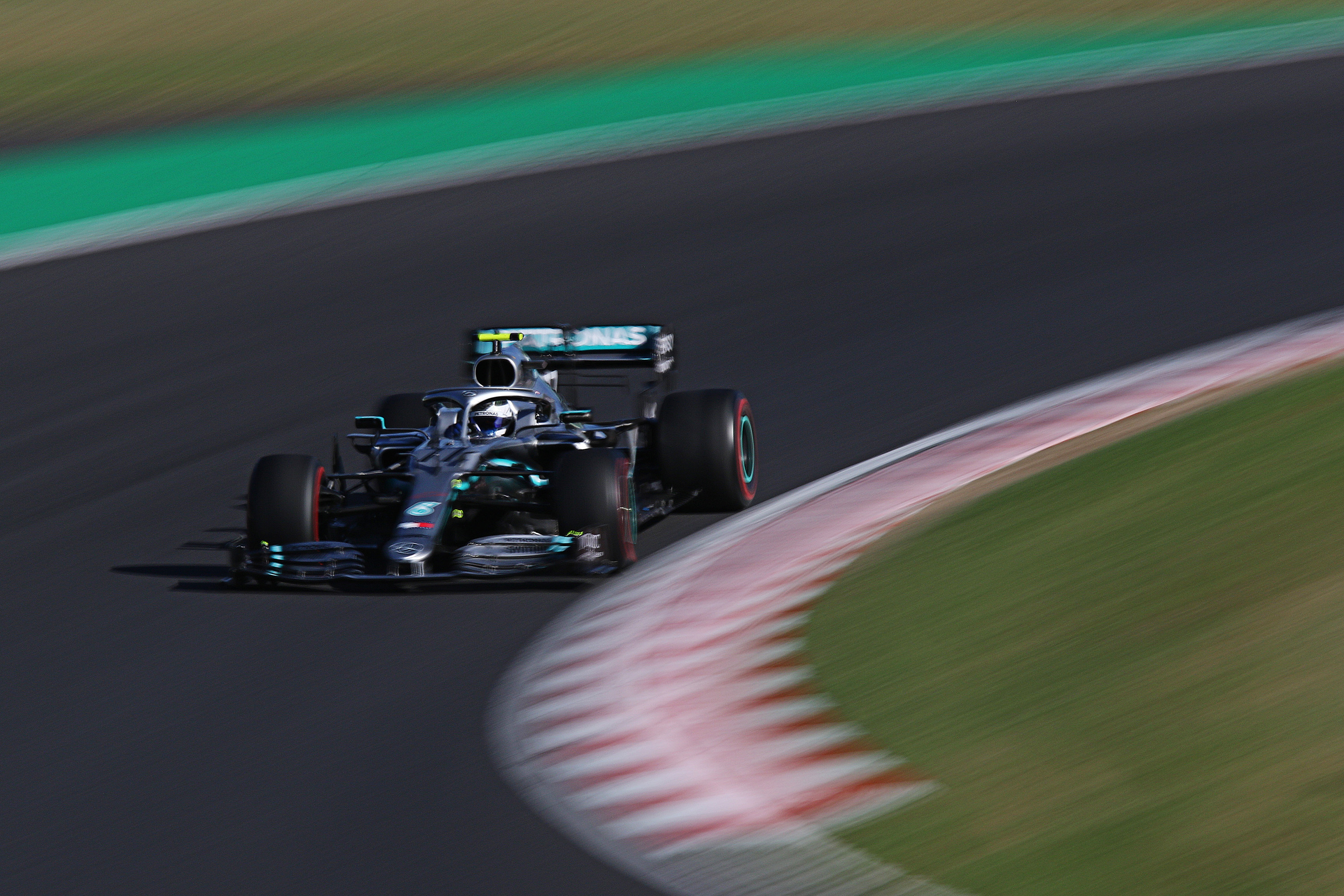
レースを制したバルテリ・ボッタス。メルセデスは鈴鹿でコンストラクターズタイトル6連覇を決めた。

2019年10月13日 14:10 JST(UTC+9)
好スタートを切ったバルテリ・ボッタス（メルセデス）が今季3勝目を挙げた。メルセデス勢が1位と3位に入り、メルセデスは2014年のレギュレーション大改訂によるターボエンジン復活以来、1999年-2004年のフェラーリに並ぶコンストラクターズタイトル6連覇を達成した。

### 展開
台風一過で雲ひとつない青空が広がり、気温21度、路面温度37度というコンディションとなった。
ポールポジションスタートのベッテル（フェラーリ）はスタートに失敗。また、赤いライトが全て消灯する直前に一瞬動いたように見え、フライングスタートではないかという疑いにより審議対象となったが、スチュワードに「ジャンプスタートシステムの許容範囲内」と判断され、お咎めなしとなった。このスタート失敗によりボッタスの先行を許したが、ハミルトン（メルセデス）を抑えることには成功。レース終盤に迫られたが、それを凌ぎ切って2位を獲得し4年ぶりの鈴鹿表彰台を手にした。ハミルトンは3位で終え、チームメイトのボッタスに13秒の差を付けられたがファステストラップを記録し、コンストラクターズタイトルの決め手となる貴重な1ポイントを獲得した（後述）。これによりメルセデスのコンストラクターズタイトルが確定することとなった。
フロントローのもう一台、ルクレールはスタート直後にフェルスタッペンと接触した。さらに2周目、西ストレートでルクレールの損傷していた車からパーツが飛散、ハミルトンのサイドミラーに衝突し、ミラーは脱落した。レース後、損傷を負ったルクレール車を走らせ続けたフェラーリの判断は、マクラーレンの代表など複数のF1関係者から非難されることとなった。当初、フェルスタッペンとの接触はお咎めなしとなっていたが、パーツ飛散の一件やピットインしてフロントウイングを交換しなかった行動を受け、レース後に再審議するという形となった。ルクレールは1周遅れの6位でゴールしたが、計15秒のタイムペナルティがレース後に課され降格。最終順位は7位となったが、ルノー勢の失格により6位に返り咲いた（後述）。また、ルクレールのピットインを早急にさせなかったことは問題があったと認定されフェラーリチームに罰金が命じられた。さらにルクレールはキャリア初のペナルティポイント加算処分を受け、フェルスタッペンは接触のダメージにより14周目でリタイアに終わった。一方でアレクサンダー・アルボンは自己最高位となる4位入賞を果たした。
レースは53周で行われる予定であったが、1周早い52周終了時に、電光掲示においてチェッカーフラッグが誤って表示されたため、規定に従い52周時点で終了した。表彰台の面々やファステストラップの記録には影響はなかったが、53周目にピエール・ガスリー（トロ・ロッソ）と絡んでコースオフしてレースを終えたセルジオ・ペレス（レーシング・ポイント）にとっては幸運であった。ペレスは結果的に9位入賞を果たし、チームメイトのランス・ストロールは入賞圏外の11位となった。しかし、レーシング・ポイントはレース後、ルノーの「プリセットラップディスタンスディペンデントブレーキバイアスアジャストメントシステム（事前設定済みラップ距離従属型ブレーキバイアス調整システム）」に対して異議申し立てを行い、FIAは技術部門によるさらなる調査を実施。
その結果、制裁金が科されるようなF1技術規則に反するものではなかったが、ドライバーエイドに関するF1競技規則違反と判断され2台とも失格となった。これにより、ダニエル・リカルドの6位とニコ・ヒュルケンベルグの10位は取り消され、ルクレール、ガスリー、ペレスは順位が1つ繰り上がり6-8位、ストロールとダニール・クビアトは順位が2つ繰り上がって入賞圏内の9-10位となり、レーシング・ポイントとトロ・ロッソはダブル入賞を果たすことになった。そして、無得点となったコンストラクターズランキング5位のルノーと同6位のトロ・ロッソのポイント差は6点に縮まった。
残り4戦で獲得できる最大のポイントである104ポイント圏内にいるドライバーのみランキング首位のルイス・ハミルトンを逆転する可能性を残していたが、マックス・フェルスタッペンとシャルル・ルクレールは接触により失速。セバスチャン・ベッテルも2位を獲得したが、ハミルトンとの差は104ポイント以上に広がり、3名ともドライバーズタイトルの可能性はここで消滅することとなった。結果、その対象がボッタスのみとなったため、メルセデスのドライバーのいずれかが今季のドライバーズタイトルを獲得する状況となり、F1史上初のダブルタイトルでの6連覇もここで確定することとなった。

### レース結果
| 順位    | No. | ドライバー                   | コンストラクター                   | 周回数 | タイム/リタイア原因  | Grid | Pts.  |
| ------- | --- | ---------------------------- | ---------------------------------- | ------ | -------------------- | ---- | ----- |
| 1       | 77  | バルテリ・ボッタス           | メルセデス                         | 52     | 1:21:46.755          | 3    | 25    |
| 2       | 5   | セバスチャン・ベッテル       | フェラーリ                         | 52     | +13.343              | 1    | 18    |
| 3       | 44  | ルイス・ハミルトン           | メルセデス                         | 52     | +13.858              | 4    | 16 FL |
| 4       | 23  | アレクサンダー・アルボン     | レッドブル-ホンダ                  | 52     | +59.537              | 6    | 12    |
| 5       | 55  | カルロス・サインツ           | マクラーレン-ルノー                | 52     | +1:09.101            | 7    | 10    |
| 6       | 16  | シャルル・ルクレール         | フェラーリ                         | 51     | +1 Lap 1             | 2    | 8     |
| 7       | 10  | ピエール・ガスリー           | トロ・ロッソ-ホンダ                | 51     | +1 Lap               | 9    | 6     |
| 8       | 11  | セルジオ・ペレス             | レーシング・ポイント-BWTメルセデス | 51     | +1 Lap               | 17   | 4     |
| 9       | 18  | ランス・ストロール           | レーシング・ポイント-BWTメルセデス | 51     | +1 Lap               | 12   | 2     |
| 10      | 26  | ダニール・クビアト           | トロ・ロッソ-ホンダ                | 51     | +1 Lap               | 14   | 1     |
| 11      | 4   | ランド・ノリス               | マクラーレン-ルノー                | 51     | +1 Lap               | 8    |       |
| 12      | 7   | キミ・ライコネン             | アルファロメオ-フェラーリ          | 51     | +1 Lap               | 13   |       |
| 13      | 8   | ロマン・グロージャン         | ハース-フェラーリ                  | 51     | +1 Lap               | 10   |       |
| 14      | 99  | アントニオ・ジョヴィナッツィ | アルファロメオ-フェラーリ          | 51     | +1 Lap               | 11   |       |
| 15      | 20  | ケビン・マグヌッセン         | ハース-フェラーリ                  | 51     | +1 Lap               | 19   |       |
| 16      | 63  | ジョージ・ラッセル           | ウィリアムズ-メルセデス            | 50     | +2 Laps              | 18   |       |
| 17      | 88  | ロバート・クビサ             | ウィリアムズ-メルセデス            | 50     | +2 Laps              | PL   |       |
| Ret     | 33  | マックス・フェルスタッペン   | レッドブル-ホンダ                  | 14     | 接触ダメージ         | 5    |       |
| DSQ     | 3   | ダニエル・リカルド 2         | ルノー                             | 51     | ブレーキシステム違反 | 16   |       |
| DSQ     | 27  | ニコ・ヒュルケンベルグ 2     | ルノー                             | 51     | ブレーキシステム違反 | 15   |       |
| ソース: |     |                              |                                    |        |                      |      |       |

ファステストラップ
- ルイス・ハミルトン - 1:30.983（45周目）

ラップリーダー
- バルテリ・ボッタス - 43周 (Lap 1-17, 21-36, 43-52)
- ルイス・ハミルトン - 9周 (Lap 18-20, 37-42)

追記
- 誤って52周目終了時点でチェッカードフラッグの表示が出たため、1周遡って52周目でレース終了となった。当初の予定は53周[36]
- ^FL - ファステストラップの1点を含む
- ^1 - ルクレールは1周目にフェルスタッペンと接触し、後にリタイアさせたため5秒のタイム加算ペナルティとペナルティポイント2点（合計2点）[37]、その後安全でない状態で走行を続けたため10秒のタイム加算ペナルティとフェラーリに25,000ユーロの罰金[38]がレース後に科され、6位から7位に降格したが[39]、ルノー勢の失格により6位に返り咲いた
- ^2 - リカルドとヒュルケンベルグはブレーキシステムの違反により失格[30]
- † - リタイアだが、90%以上の距離を走行したため規定により完走扱い

## 第17戦終了時点のランキング
|         | 順位 | ドライバー                 | ポイント |
| ------- | ---- | -------------------------- | -------- |
|         | 1    | ルイス・ハミルトン         | 338      |
|         | 2    | バルテリ・ボッタス         | 274      |
|         | 3    | シャルル・ルクレール       | 223      |
|         | 4    | マックス・フェルスタッペン | 212      |
|         | 5    | セバスチャン・ベッテル     | 212      |
| ソース: |      |                            |          |

|         | 順位 | コンストラクター    | ポイント |
| ------- | ---- | ------------------- | -------- |
|         | 1    | メルセデス          | 612      |
|         | 2    | フェラーリ          | 435      |
|         | 3    | レッドブル-ホンダ   | 323      |
|         | 4    | マクラーレン-ルノー | 111      |
|         | 5    | ルノー              | 68       |
| ソース: |      |                     |          |

- 注：ドライバー、コンストラクター共にトップ5のみ表示。
- フェルスタッペンとベッテルは優勝回数の差（フェルスタッペン2回、ベッテル1回）でフェルスタッペンが上位となる。